# Episodi di Monster Buster Club
Questa è la lista degli episodi di Monster Buster Club. 

## Lista episodi

### Stagione 1
- Popular kids
- Mindreader
- Wrong Number
- Snack Time
- The Trouble With Troublemaking
- Dog Daze
- Flower King
- Battle of Bands
- World's Toughest Kid
- Acting Out
- Monster Beaters
- Comic Book Heroes
- Statue of Limitations
- Pipe Dreams
- Aliens on the Fast Track
- Secret Santa
- The Bugaboos
- The Forget-Me-Stone
- Camping Out
- Trick Or Treat... Or Alien
- A Matter of Principals
- Sore Winner
- Beware of Frogs
- Outcracker's Badland Galaxy Tour
- The End of Everything (Part 1)
- The End of Everything (Part 2)

### Stagione 2
- The New Recruits
- Bubble Heads
- Me Krog You Rollins
- Cloudy With A Change Of Jellynerps
- The Destiny Puzzle
- Lizard's Tail
- Fitness Freak
- The Beast Within
- Frogs In Space
- Sticky Situation
- Galaxy's Strangest Creatures
- It's Not Good To Be King
- The Whole Truth
- Disappearing Act
- Keep Your Eye on the Nebulak
- The Famous Four (Part 1)
- The Famous Four (Part 2)
- Here Comes the Bride
- Dancing in the Dark
- Clean Sweep
- Laugh Attack
- Gotta Dance
- The Sound of Moochie
- Silly Humans Ticks
- Princess Sam
- Goodbye Earth